# Badlands (Bruce Springsteen)
Badlands è una canzone di Bruce Springsteen tratta dall'album Darkness on the Edge of Town e pubblicata come singolo nell'agosto del 1978. Secondo singolo estratto dall'album, raggiunge solo la posizione #42 in classifica, ma diventa in assoluto la canzone più famosa dell'album e una delle più popolari di Springsteen in assoluto. Uno dei cavalli di battaglia della E-Street Band dal vivo, è stata inserita in tutte le raccolte di Bruce Springsteen, ed è apparsa in quasi tutti i suoi album live.